# Формула-1 — Гран-прі Німеччини 2011
Гран-прі Німеччини 2011 року (офіційно LXXII Formula 1 Großer Preis Santander von Deutschland 2011) — автогонка чемпіонату світу «Формули-1», яка пройшла 24 липня 2011 року на Нюрбургринзі, Нюрбург, Німеччина. Це була десята гонка сезону 2011 Формули-1. Гонка складалась з 60 кіл, а переможцем став пілот команди  Макларен, Льюїс Гамільтон після старту з другої позиції. Фернандо Алонсо з команди Scuderia Ferrari зайняв друге місце, а пілот команди Ред Булл, Марк Веббер, який стартував з поул-позишн, закінчив гонку третім. Лідер чемпіонату, Себастьян Феттель, фінішував четвертим, закінчивши тим самим серію з дев’яти гонок на подіумі. 
За результатами гонки у особистому заліку пілотів Марк Веббер скоротив відставання від Себастьяна Феттеля до 77 залікових балів. Льюїс Гамільтон піднявся на третє місце з відставанням у 5 балів від Марка Веббера. У Кубку конструкторів команда Ред Булл збільшила відрив від Макларен до 112 балів.

## Положення в чемпіонаті після Гран-прі
| Поз | Пілот             | Очки |
| --- | ----------------- | ---- |
| 1   | Себастьян Феттель | 216  |
| 2   | Марк Веббер       | 139  |
| 3   | Льюїс Гамільтон   | 134  |
| 4   | Фернандо Алонсо   | 130  |
| 5   | Дженсон Баттон    | 109  |

| Поз | Конструктор      | Очки |
| --- | ---------------- | ---- |
| 1   | Red Bull-Renault | 355  |
| 2   | McLaren-Mercedes | 243  |
| 3   | Ferrari          | 192  |
| 4   | Mercedes         | 78   |
| 5   | Renault          | 66   |

- Примітка: Тільки 5 позицій включені в обидві таблиці.